# Лондонська Поліглотта

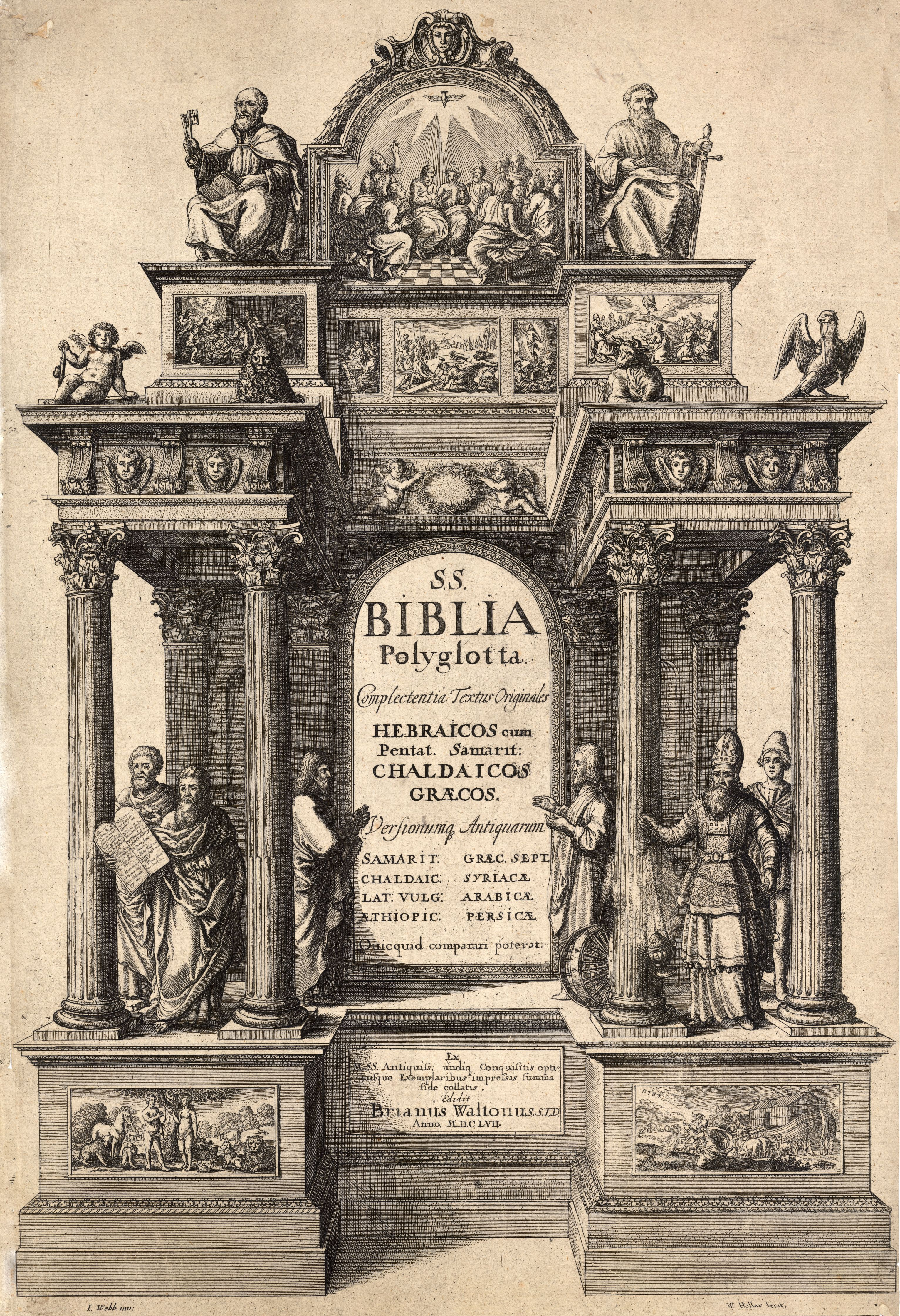
Орнаментований титульний лист, попередній «Пролегоменах». Художник — Джон Уебб, гравер — Венцеслав Голлар

Лондонська Поліглотта або Поліглотта Уолтона (англ. London Polyglot) — шеститомного видання Біблії у вигляді поліглотти на 9 мовах, видане в Лондоні в 1654–1657 роках. Первісна ідея створення найбільш повної багатомовної Біблії належала архієпископу Кентерберійському У. Лорду, після страти якого в 1645 році керівництво проєктом перейшло Браяну Уолтону (1600–1661), який очолив великий колектив англійських біблеїстів і сходознавців. За заслуги Уолтона король Карл II в 1660 році призначив його єпископом Честера. До поліглотте примикає двотомний словник «Lexicon Heptaglotton» Едмунда Кастелла, опублікований в 1669 році і з тих пір включається в її склад. Видання мало на також наукові цілі, Поліглотта містила велику кількість інформації про реалії біблійних країн, включаючи відомості про архітектуру, нумізматику, писемності; текст Біблії включав другоканонічні книги, які не визнані протестантами. Видання підтримувалося Кромвелем, який надав право безмитної закупівлі французького паперу, що сильно здешевило виробництво; фінансувалося видання за передплатою і стало першим в історії, чий тираж був розкуплений ще до випуску в світ. До складу Поліглотти не вдалося включити вірменський і коптський біблійний текст через те, що протестантські вчені не отримали доступу до рукописів, що зберігалися в Римі. У 1669 році Лондонська Поліглотта була внесена в «Індекс заборонених книг». Зручно організоване видання використовувалося біблеїстами-текстології аж до XX століття, до сих пір не існує повноцінної йому заміни в навчальних цілях. Факсимільне видання опубліковано в 1963–1964 роках.

## Концепція видання
За словами Пітера Міллера, «Лондонська Поліглотта була останньою і найбільшою з поліглотт», видання якої підсумувало не тільки півтораста років розвитку біблеїстики Нового часу, а й культурні контакти з Османською імперією, за межі якої можна було отримати стародавні рукописи на східних мовах. Видання поліглотт він розглядав як вираз загальної «антикізируючої» тенденції в західній культурі XVI–XVII століть, коли у багатомовних виданнях, що фінансуються і контрольовані державою, відкидалися переклади на сучасні мови, які не розглядалися як богонатхненні.
Первісна ідея вивчення християнського Сходу для поглиблених бібліїстичних студій належала архієпископу Кентерберійському Вільяму Лоду, який розраховував глибоко реформувати англійську церкву. Його зусиллями в Кембризському та Оксфордському університетах були засновані кафедри арабської мови, а також стипендії для поїздок до Туреччини і Леванту для удосконалення богословів в східних мовах. У 1645 році він був страчений, і керівництво проєктом перейшло до Уолтона, який згодом згадував часи Лода як «майже що Едемський сад». Ще в 1641 році Уолтон позбувся місця настоятеля лондонській церкві Св. Мартіна Оргарского через введення реформованої літургії і розбіжностей через збір десятини
Браян Уолтон, відомий своїми східними штудиями, під враженням від невдачі видання Паризької Поліглотти сформулював концепцію більш повного й зручного для читачів біблійного видання. У наміри Уолтона входило створення представницького набору стародавніх біблійних текстів на східних мовах, оснащених критичним апаратом і коментарями; Святому Письму передували «Пролегомени» самого Уолтона, в яких він прагнув представити квінтесенцію біблійного знання, накопиченого в попередні століття. Надалі «Пролегомени» разом з іншими історичними статтями з Поліглотти перевидавалися окремо в 1673, 1777 (в Лейпцигу) і 1827 роках (в Оксфорді). Для зручності читача всі 9 варіантів біблійного тексту розташовані на розвороті двох сторінок колонками або в «підвалі», що розглядається як «технологічний тріумф». Примітною особливістю Лондонської Поліглотти була систематична вибірка різночитань по Олександрійському кодексу та іншим виданням, включаючи видання Стефана 1550 року, — всього 15. Матеріали звірки займали весь шостий том Поліглотти.
Уолтону вдалося зібрати для роботи над Поліглоттой великий колектив провідних фахівців, в який входили професор арабської мови в Кембриджі Едмунд Кастелл; Семюел Кларк, Бодлеанській бібліотекар, який працював над масоретським текстом; Томас Хайд, фахівець з перської мови; Томас Хюйс, який проводив коллацію рукописів Септуагінти та Вульгати; Герберт Торндайк, який працював над Пешиттою; та інші.

## Хід видання

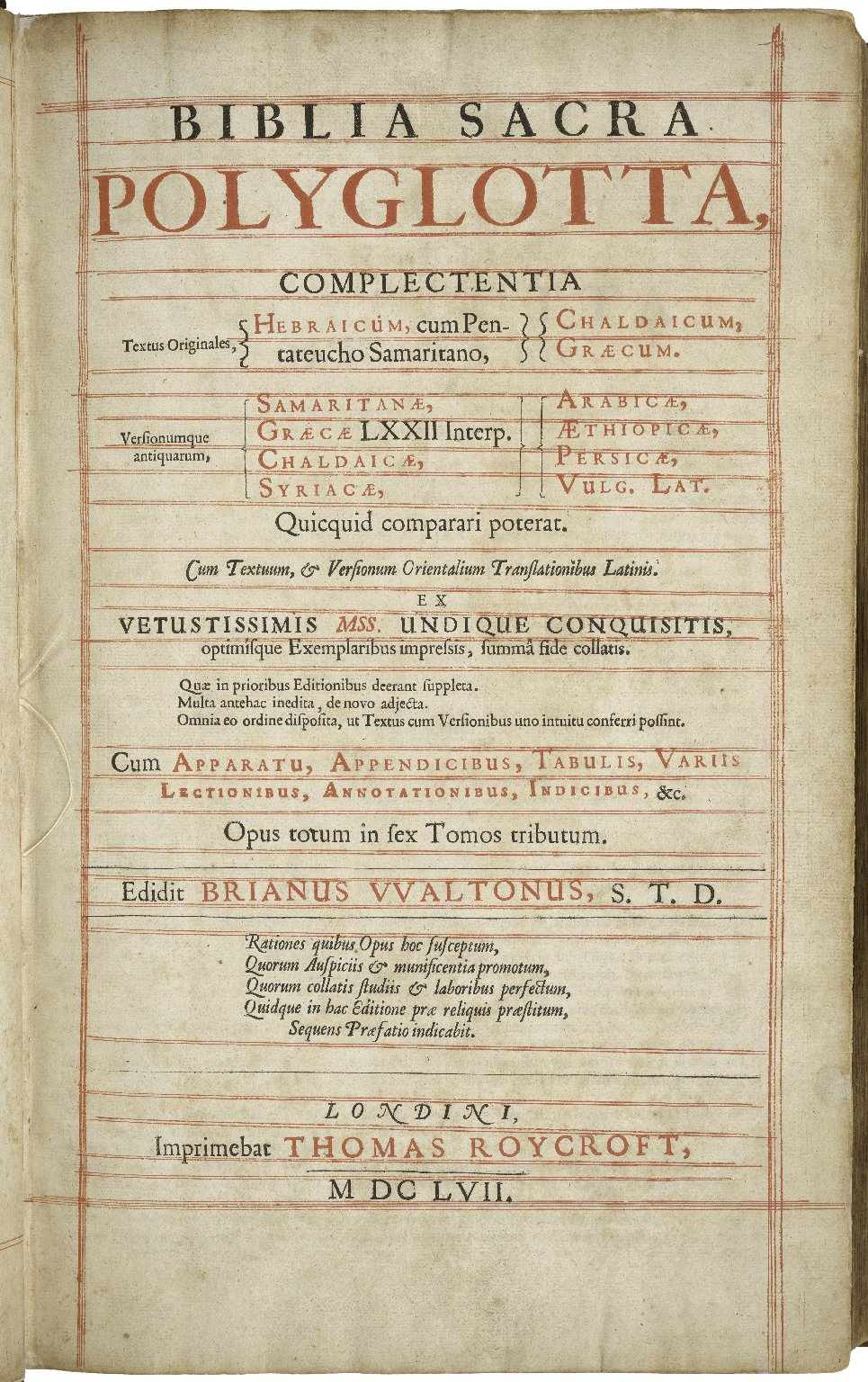
Титульний лист першого тому, наступний за орнаментованим

Не збереглося документальних відомостей про роботу над Поліглоттою між 1645–1652 роками. 11 липня 1652 року Уолтон отримав схвалення Державної ради — вищого органу Англійської республіки. Рукопис постанови Ради зберігся, з нього випливає, що дуже гостро стояло фінансове питання, причому Уолтону належало зробити підприємство хоча б беззбитковим (Паризька Поліглотта розорила її видавців). Уряд, втім, обіцяв внести в підприємство 1000 фунтів, але, мабуть, вони ніколи не були перераховані. Рада винесла постанову розширити коло мов, на яких буде видана Поліглотта, крім того, всі варіанти перекладів повинні бути представлені на одній сторінці; бюджет підприємства не повинен був перевищувати однієї п'ятої від вартості Паризької Біблії. Підприємство підтримали архієпископ Джеймс Ушер і Джон Селден; друкарські роботи почалися вже у вересні 1653 року.
Уолтон отримав право безмитного ввезення французького паперу, що сильно здешевило підприємство. Було вирішено, що видання буде підписним, вартість початкового внеску склала 10 фунтів; до початку робіт було вже 800 передплатників; за підрахунками Уолтона, на видання було потрібно близько 9000 фунтів, причому найважче було зібрати 1500 фунтів, необхідних для початку роботи. Спочатку набір тексту почався в друкарні Арнольда боут, але якість єврейського і сирійського шрифту було визнано незадовільним, крім того, співробітники друкарні допускали занадто багато помилок. Роботи були перенесені в друкарню Томаса Ройкрофта, яка мала у своєму розпорядженні наборами східних шрифтів. Був визначений коло текстів для тиражування, включаючи перський переклад, виконаний єврейськими вченими в середньовіччі, але вірменських і коптських рукописів не вдалося дістати, оскільки кращі зразки зберігалися в Римі, і не вийшло замовити там копії для протестантського видання.
Пробні листи були направлені на рецензію Едварду Покока, професору арабської мови. П'ятикнижжя було видрукувано вже в 1654 році, але не розіслано передплатникам, оскільки було вирішено, що спочатку повинні бути закінчені «Пролегомени», видання яких затяглося до 1657 року. У тому ж році був повністю закінчений весь шеститомний комплект. На той час його вартість зросла до 17-18 фунтів. Це була перша книга в історії друкарства, тираж якої був повністю розпроданий ще до закінчення її видання. Після загибелі частини тиражу у Великій лондонській пожежі[./Лондонська_Поліглотта#cite_note-14 [Прим 4]] вартість комплекту Поліглотти могла досягати 40 фунтів. Тираж Поліглотти, за різними підрахунками, досягав 1200–1500 примірників
Оскільки видання Поліглотти почалося під патронатом Кромвеля, то частина тиражу забезпечена присвятою лорду-протектору. Після реставрації Стюартів залишилося не розісланій замовникам частина тиражу була додрукована з новим присвятою королю Карлу II, написаним самим Уолтоном. Професор арабської мови в Кембриджі Едмунд Кастелл видав до цієї Поліглотте «Lexicon heptaglotton» — словник на 7 мовах: єврейській, халдейській (арамейській), сирійській, самаритянській, арабській, перській і ефіопській (підрядковий латинський переклад критикували за недбалість). В результаті виявилося, що видання словника було набагато більш витратним і трудомістким у порівнянні з роботою за біблійною текстології. У передмові до словника Кастелл стверджував, що йому знадобилися 18 років і семеро помічників, щоб довести роботу до кінця. В кінцевому підсумку видання словника обійшлося в 12 000 фунтів, а на його укладача виявилося 1800 фунтів боргу. Проте, завдяки королівської милості і допомоги церковної влади Кастелл благополучно завершив видання. Однак до моменту його смерті в 1685 році близько 500 екземплярів словника залишилися нерозпроданими, спадкоємці пустили тираж на ринок за ціною 7 фунтів стерлінгів за екземпляр.
Папа Олександр VII в 1669 році помістив Лондонську Поліглотту в число заборонених книг. В Англії спочатку Поліглотта також була зустрінута з недовірою, в 1658 році доктор Д. Оуен навіть надрукував окремим томом «Заперечення», проте Г. Тодд в біографії Уолтона (1821) пояснив більшість його зауважень елементарної заздрістю. Сам Уолтон відповів Оуену докладним розбором його зауважень на 307 сторінках, але, мабуть, тон дискусії і необхідність заперечувати недругам сильно скоротили йому життя. В 1684 Рішар Симон планував видання розширеної поліглотти на основі Уолтоновской, але плани так і не були втілені в життя.

## Богословський підтекст і текстологія
Браян Уолтон, живучи в епоху масових релігійних воєн, вважав, що однією з причин розколу християнського світу є невірне розуміння Писання і свідомі і несвідомі спотворення, допущені при його коментуванні і тлумаченні. Результатом була його переконаність у корисності видання саме поліглотти, оскільки з безлічі варіантів перекладу поставав справжній біблійний текст. Почасти це пояснювалося і впливом Лода, оскільки англіканська церква того часу постійно перебувала в стані боротьби між прокатолицько і прокальвіністскі налаштованими елементами на тлі постійно зростаючого фанатизму. Уолтон розраховував, що надійними «союзниками» теології стануть історія, філологія та географія; в своїх працях він неодноразово критикував містичні і символічні інтерпретації Біблії. У «Пролегоменах» (V, 3. 34) він писав, що «Слово Боже не в текстах, будь то рукописних або друкованих, але в правильному розумінні істинного сенсу Слова, яке ніхто не може висловити краще Церкви».
Зразком текстологічної роботи для Уолтона була « Гексапла » Орігена, в якій паралельно на одній сторінці розташовувалися різні версії біблійного тексту, сприяючи вичленовуванню справжніх смислів. Зі своїх старших сучасників Уолтон особливо виділяв методи роботи Еразма і Гуго Гроція, незважаючи на те, що їх критикували як католики, так і протестанти. Метод власної текстологічної роботи над Поліглоттой Уолтон сформулював в «Пролегоменах» (VI, 6) у вигляді чотирьох тез:
1. Оскільки при рукописному тиражуванні текстів збільшується можливість помилки, слід віддавати перевагу можливо більш давнім манускриптів;
2. За основу друкованого тексту слід брати тільки ретельно оброблені рукописи (оскільки вони гарантовано піддавалися редакторської роботи і містять менше помилок);
3. За інших рівних варто віддавати переваги найбільш стародавнім читань;
4. За інших рівних із стародавніх читань віддавати перевагу тим, що цитуються у Отців Церкви.

Методологічною основою складання Поліглотти була адіафора: Одкровення було дано Богом і тому безпомилково, але воно сприймалося і передавалося людьми, тому з текстами Святого Письма слід працювати філологам та історикам. Маючи в своєму розпорядженні поруч різні версії тексту, Уолтон вважав, що таким чином висвітяться «помилки», як ненавмисно внесені переписувачами, так і свідомі спотворення сектантів і єретиків. Особливу увагу тому приділялася публікації найбільш древніх рукописів, а також східних переказів, які, згідно з Уолтону, «через близькість до мови оригіналу є те найчистіше дзеркало, яке дозволяє передати почуття і читання, заповідані Церкви Христом».

## Склад і особливості видання. Оформлення

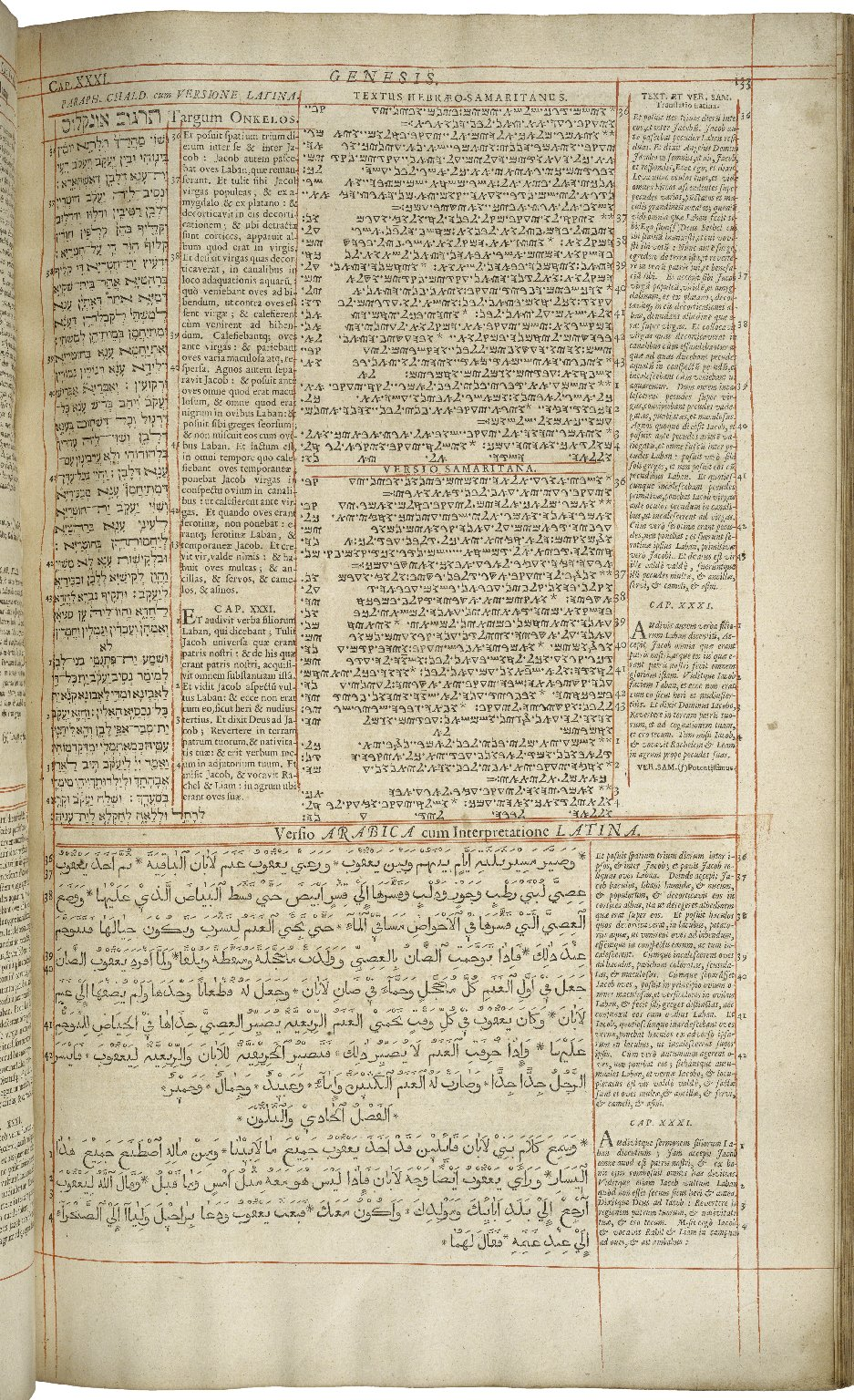
Права сторінка першого тому Лондонській Поліглотти (Книга Буття, глава 31). Представлений арамейська Таргум Онкелоса, іудео-самаритянських і самаритянських варіанти (латинський переклад для них загальний), внизу - арабська переклад з огласовкой. Всі варіанти тексту забезпечені паралельним латинським перекладом. Бібліотека Корнельського університету

Поліглотта вийшла в шести томах формату in folio 17 × 11¼ дюймів (44 × 28 см). Зміст Лондонській Поліглотти таке:
- Том 1: Пролегомени, трактати, таблиці, ілюстрації; П'ятикнижжя. Єврейський текст Тори забезпечений підстрочним перекладом Арія Монтана, далі йде Вульгата, Септуагінта з паралельним перекладом Фламінія Нобіле, Пешітта, Таргум Онкелоса, іудео-самаритянські і самаритянські П'ятикнижжя з латинським перекладом (загальним для обох), арабська версія з латинським перекладом. За винятком Танаха, латинський переклад виділений в окрему колонку. Цей порядок мов майже в незмінному вигляді підтримується до кінця Старого Завіту.
- Том 2: історичні книги Старого Завіту з таргумам Іонафана.
- Том 3: книги Старого Завіту від Іова до Малахії. Псалтир і Пісня Пісень представлені також в ефіопської версії[5].
- Том 4: Второканонічні книги Старого Завіту. Дано на чотирьох мовах: грецькою, латинською, арабською та сирійською; Книга Товита в двох єврейських варіантах, два арамейских таргумам, перський переклад П'ятикнижжя. Всі вони забезпечені латинським перекладом.
- Том 5: Новий Завіт. Грецький текст з перекладом Арія Монтана, Вульгата Ієроніма (друкувалася по Сиксто-Клементінскому виданню ); переклади на сирійську, арабську, перську, ефіопську - все з латинськими паралельними перекладами.
- Том 6: різночитання в рукописах біблійних текстів, критичні матеріали.

«Пролегомени» містили в собі всю суму біблійного знання того часу, включаючи історичні, лінгвістичні та інші відомості. Примітна таблиця алфавітів, наведених не тільки для мов, на яких видана Поліглотта (наприклад, для сирійського дано три варіанти накреслень), - дані і вірменський, грузинський, коптський, кирилиця і китайські ієрогліфи. Уолтон полемізував з А. Кірхер і заявив, що грецький алфавіт походить від фінікійського. Найдавнішою з біблійних письменностей він вважав самаритянських. До складу «Пролегоменах» також були включені трактат про біблійну хронологію Луї Каппеля (він слідував Скалигер), стаття про античну нумізматику, міри та ваги, стаття про івритську ідіоматику, стаття про географію Святої Землі.
«Пролегомени» були багато ілюстровані. На фронтисписі першого тому Поліглотти був поміщений портрет Б. Уолтона, гравірування П'єром Ломбара; редактор був зображений за роботою, на задньому плані показані найважливіші друковані та рукописні біблійні видання (включаючи Гексапла, Комплютенской і Паризьку поліглотти ). Особливо розкішно був оформлений титульний лист, гравірування В. Голлар за ескізом Джона Уебба. Зображення представляло собою тріумфальну арку, прикрашену вісьмома біблійними сценами: Адам і Єва, Ной з його ковчегом, сцени з життя Христа. Вінчала композицію сцена зішестя Святого Духа на апостолів, коли на П'ятидесятницю вони знайшли дар говорити на мовах. Ця сцена буквально і символічно позначала завдання створення Уолтоном Поліглотти - об'єднання мов, розділених колись у Вавилоні, і обітницю нового розуміння одкровення, переданого Духом Святим, через різні переклади і традиції біблійного тексту. Примітно також зображення Храму Соломона, який був представлений як зразок всіляких архітектурних ордерів; його гравірували по трактатів Ієроніма Прадо і Хуана Батіста Вільяльпандо.

## Комментарі
1. ↑  Повна назва лат. SS. Biblia polyglotta complectens textus originales hebraicos cum Pentateuco samaritano, chaldaicos, graecos versionumque antiquarum samaritanae, chaldaicae, latinae vulgatae, aethiopicae, graecae Sept... syriacae, arabicae, persicae, quicquid comparari poterat ex mss. antiquis undique conquisitis optimisque exemplaribus impressis summa fide collatis, — «Священна багатомовна Біблія, складена з оригінальних єврейських текстів з Пятикнижием самаритянських, халдейским, грецьким, древніх переказів самаритянських, халдейських, латинських Вульгати, ефіопських, грецьких Сімдесяти..., сирійських, арабських і перських, всіх підготовлених за найкращими і стародавніх рукописів, надрукованих разом».
2. ↑  Близько тисяча чотиреста сорок шість фунтів стерлінгів в цінах 2014 року. Тут і далі переклад розрахований по системі RPI basis per Measuringworth Five Ways to Compute the Relative Value of a UK Pound Amount, 1270 to Present (англ.). MeasuringWorth.com. Архів оригіналу за 14 жовтня 2008. Процитовано 28 вересня 2015.
3. ↑  Приблизно 2500 фунтів в цінах 2014 року. На аукціоні Christie's вартість повного 6-томного комплекту зі словником Кастелла може досягати майже 20 000 фунтів при стартовій ціні 3000-4000 фунтів стерлінгів[9].
4. ↑  Джуді Кноп приводила відомості, що ні в одному з джерел не згадувалося загибель тиражу Поліглотти[10].
5. ↑  Можливо, це пов'язано і з тим, що в «Пролегоменах» Уолтона (II. 1, 7) згадується Галілей як «найбільший математик нашого часу»[15].